# Wallstraße 9 (Mönchengladbach)

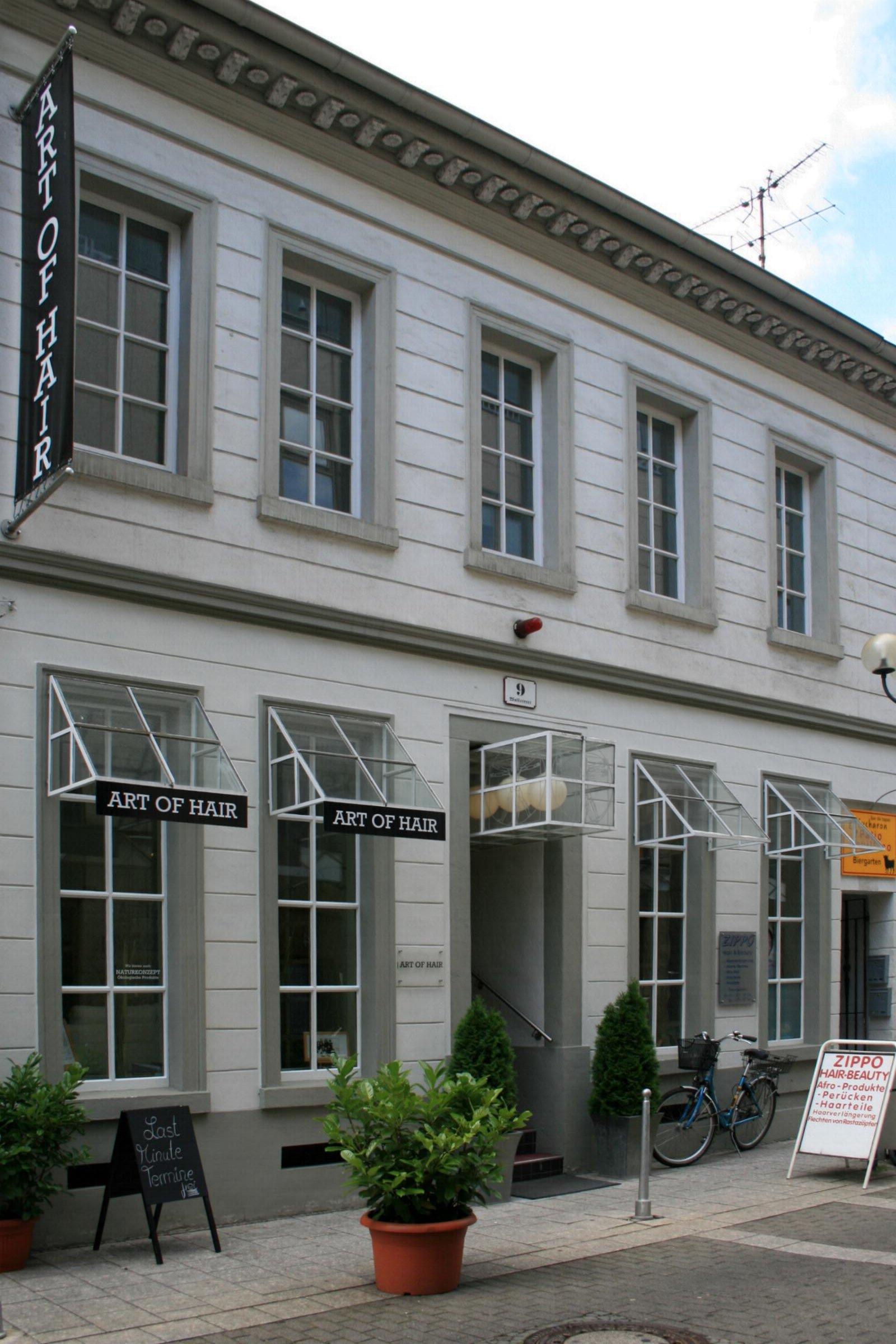
Wohngeschäftshaus (2010)

Das Wohngeschäftshaus Wallstraße 9 steht in Mönchengladbach (Nordrhein-Westfalen) im Stadtteil Gladbach.
Das Gebäude wurde Mitte des 19. Jahrhunderts erbaut und unter Nr. W 001 am 4. Dezember 1984 in die Denkmalliste der Stadt Mönchengladbach eingetragen.

## Lage
Die Wallstraße liegt im Bereich der Oberstadt direkt parallel der alten Wallanlage. 

## Architektur
Es handelt sich um ein zweigeschossiges Fünf-Fenster-Haus mit mittlerem Hauseingang und einem Satteldach aus der Mitte des 19. Jahrhunderts. Das Objekt ist aus städtebaulichen, architekturhistorischen und ortshistorischen Gründen als Baudenkmal schützenswert.